# Cholonge
Cholonge est une commune française située dans le département de l'Isère, en région Auvergne-Rhône-Alpes.
Autrefois modeste paroisse de la province royale du Dauphiné, puis rattachée à la communauté de communes de la Matheysine dès sa création en 1995, ses habitants sont appelés les Cholongeards.

## Géographie

### Situation et description
La commune, traversée par le 45e parallèle nord, est de ce fait située à égale distance du pôle Nord et de l'équateur terrestre (environ 5 000 km).
Le village sur le plateau de Matheysine, bordé à l'ouest par le lac de Laffrey et à l'est par le massif du Taillefer. Cholonge fait partie de l'aire urbaine de Grenoble.

### Communes limitrophes
Les communes limitrophes sont : 
- Laffrey (au nord-ouest)
- Saint-Barthélemy-de-Séchilienne (au nord-est)
- La Morte (à l'est)
- Villard-Saint-Christophe (au sud)
- Saint-Théoffrey (au sud-ouest)

### Climat
Pour des articles plus généraux, voir Climat d'Auvergne-Rhône-Alpes et Climat de l'Isère.
En 2010, le climat de la commune est de type climat de montagne, selon une étude du Centre national de la recherche scientifique s'appuyant sur une série de données couvrant la période 1971-2000. En 2020, Météo-France publie une typologie des climats de la France métropolitaine dans laquelle la commune est exposée à un climat de montagne ou de marges de montagne et est dans une zone de transition entre les régions climatiques « Alpes du nord » et « Alpes du sud ». 
Pour la période 1971-2000, la température annuelle moyenne est de 8 °C, avec une amplitude thermique annuelle de 16,7 °C. Le cumul annuel moyen de précipitations est de 1 205 mm, avec 9,3 jours de précipitations en janvier et 7,2 jours en juillet. Pour la période 1991-2020, la température moyenne annuelle observée sur la station météorologique de Météo-France la plus proche, « Lavaldens », sur la commune de Lavaldens à 8 km à vol d'oiseau, est de 8,3 °C et le cumul annuel moyen de précipitations est de 1 241,5 mm,. Pour l'avenir, les paramètres climatiques de la commune estimés pour 2050 selon différents scénarios d'émission de gaz à effet de serre sont consultables sur un site dédié publié par Météo-France en novembre 2022.

### Hydrographie
La commune  est riveraine du grand lac de Laffrey.

## Urbanisme

### Typologie
Au 1er janvier 2024, Cholonge est catégorisée commune rurale à habitat dispersé, selon la nouvelle grille communale de densité à sept niveaux définie par l'Insee en 2022.
Elle est située hors unité urbaine. Par ailleurs la commune fait partie de l'aire d'attraction de Grenoble, dont elle est une commune de la couronne,. Cette aire, qui regroupe 204 communes, est catégorisée dans les aires de 700 000 habitants ou plus (hors Paris),.

### Occupation des sols
L'occupation des sols de la commune, telle qu'elle ressort de la base de données européenne d’occupation biophysique des sols Corine Land Cover (CLC), est marquée par l'importance des forêts et milieux semi-naturels (65,1 % en 2018), en augmentation par rapport à 1990 (63,2 %). La répartition détaillée en 2018 est la suivante : 
forêts (33,8 %), milieux à végétation arbustive et/ou herbacée (31,3 %), zones agricoles hétérogènes (17,9 %), prairies (11 %), eaux continentales (6 %). L'évolution de l’occupation des sols de la commune et de ses infrastructures peut être observée sur les différentes représentations cartographiques du territoire : la carte de Cassini (XVIIIe siècle), la carte d'état-major (1820-1866) et les cartes ou photos aériennes de l'IGN pour la période actuelle (1950 à aujourd'hui).

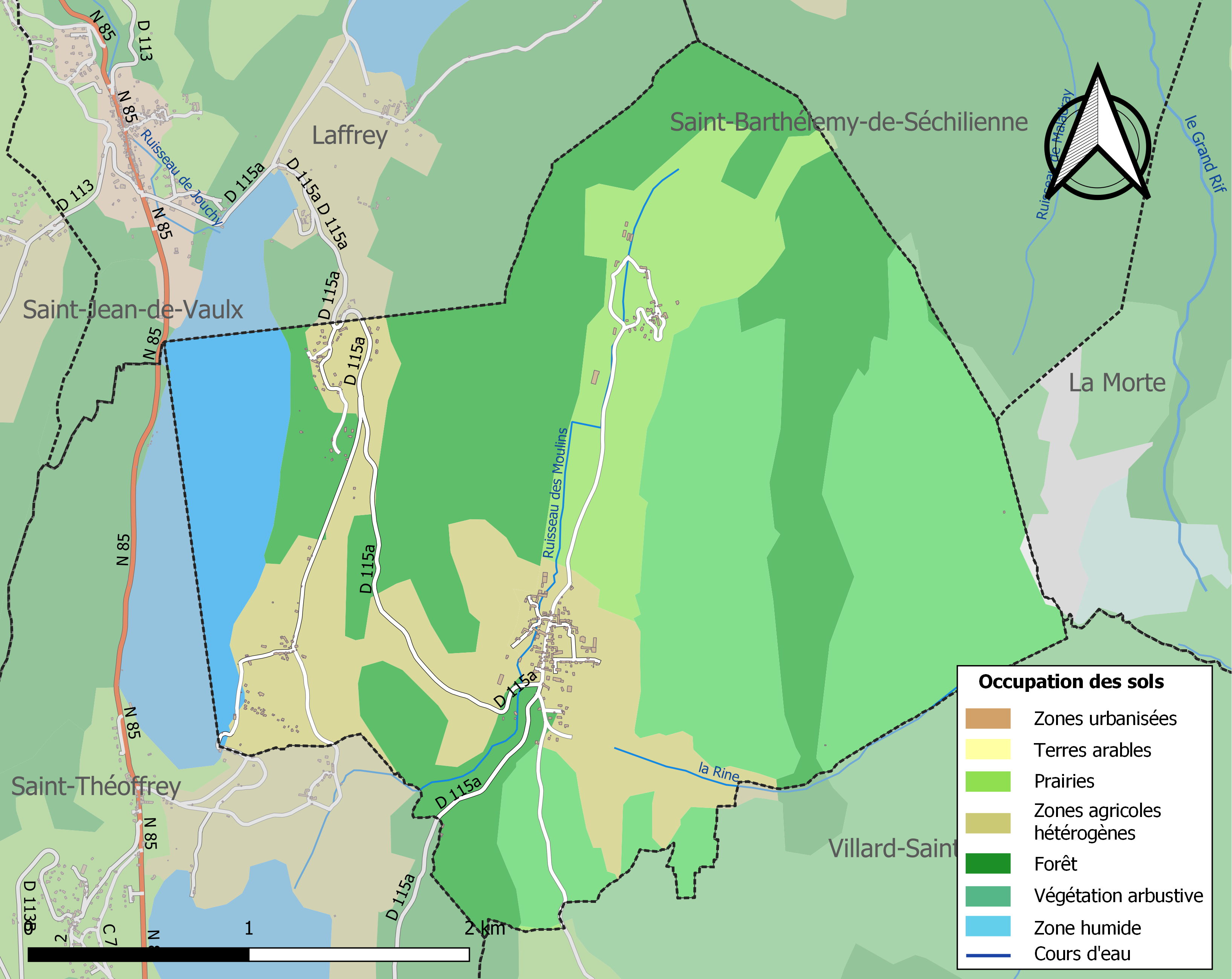
Carte des infrastructures et de l'occupation des sols de la commune en 2018 (CLC).

### Risques naturels et technologiques

#### Risques sismiques
L'ensemble du territoire de la commune de Cholonge est situé en zone de sismicité n° 3, comme la plupart des communes de son secteur géographique. Ce territoire se situe cependant au sud de la limite d'une zone sismique classifiée de « moyenne ».
| Type de zone | Niveau            | Définitions (bâtiment à risque normal) |
| ------------ | ----------------- | -------------------------------------- |
| Zone 3       | Sismicité modérée | accélération = 1,1 m/s2                |

## Politique et administration

### Liste des maires
| Période                                  | Période  | Identité            | Étiquette | Qualité                    |
| ---------------------------------------- | -------- | ------------------- | --------- | -------------------------- |
| mars 2008                                | 2020     | Georges Ruelle      | SE        | Retraité de l'enseignement |
| 2020                                     | En cours | Bruno Kramarczewski |           |                            |
| Les données manquantes sont à compléter. |          |                     |           |                            |

## Population et société

### Démographie
L'évolution du nombre d'habitants est connue à travers les recensements de la population effectués dans la commune depuis 1793. Pour les communes de moins de 10 000 habitants, une enquête de recensement portant sur toute la population est réalisée tous les cinq ans, les populations de référence des années intermédiaires étant quant à elles estimées par interpolation ou extrapolation. Pour la commune, le premier recensement exhaustif entrant dans le cadre du nouveau dispositif a été réalisé en 2005.

En 2022, la commune comptait 344 habitants, en évolution de +4,88 % par rapport à 2016 (Isère : +3,07 %, France hors Mayotte : +2,11 %).
| 1793 | 1800 | 1806 | 1821 | 1831 | 1836 | 1841 | 1846 | 1851 |
| ---- | ---- | ---- | ---- | ---- | ---- | ---- | ---- | ---- |
| 404  | 491  | 506  | 544  | 571  | 530  | 547  | 581  | 555  |

| 1856 | 1861 | 1866 | 1872 | 1876 | 1881 | 1886 | 1891 | 1896 |
| ---- | ---- | ---- | ---- | ---- | ---- | ---- | ---- | ---- |
| 420  | 388  | 387  | 367  | 388  | 404  | 387  | 323  | 340  |

| 1901 | 1906 | 1911 | 1921 | 1926 | 1931 | 1936 | 1946 | 1954 |
| ---- | ---- | ---- | ---- | ---- | ---- | ---- | ---- | ---- |
| 327  | 301  | 309  | 237  | 221  | 223  | 196  | 176  | 170  |

| 1962 | 1968 | 1975 | 1982 | 1990 | 1999 | 2005 | 2006 | 2010 |
| ---- | ---- | ---- | ---- | ---- | ---- | ---- | ---- | ---- |
| 128  | 124  | 128  | 139  | 161  | 229  | 290  | 292  | 322  |

| 2015 | 2020 | 2022 | - | - | - | - | - | - |
| ---- | ---- | ---- | - | - | - | - | - | - |
| 323  | 354  | 344  | - | - | - | - | - | - |

### Enseignement
La commune est rattachée à l'académie de Grenoble.

### Festivités
- Fête communale le 15 août.

### Sports
Le village accueille la verticale du Grand Serre, épreuve internationale de kilomètre vertical, depuis 2010.

## Culture locale et patrimoine

### Lieux et monuments

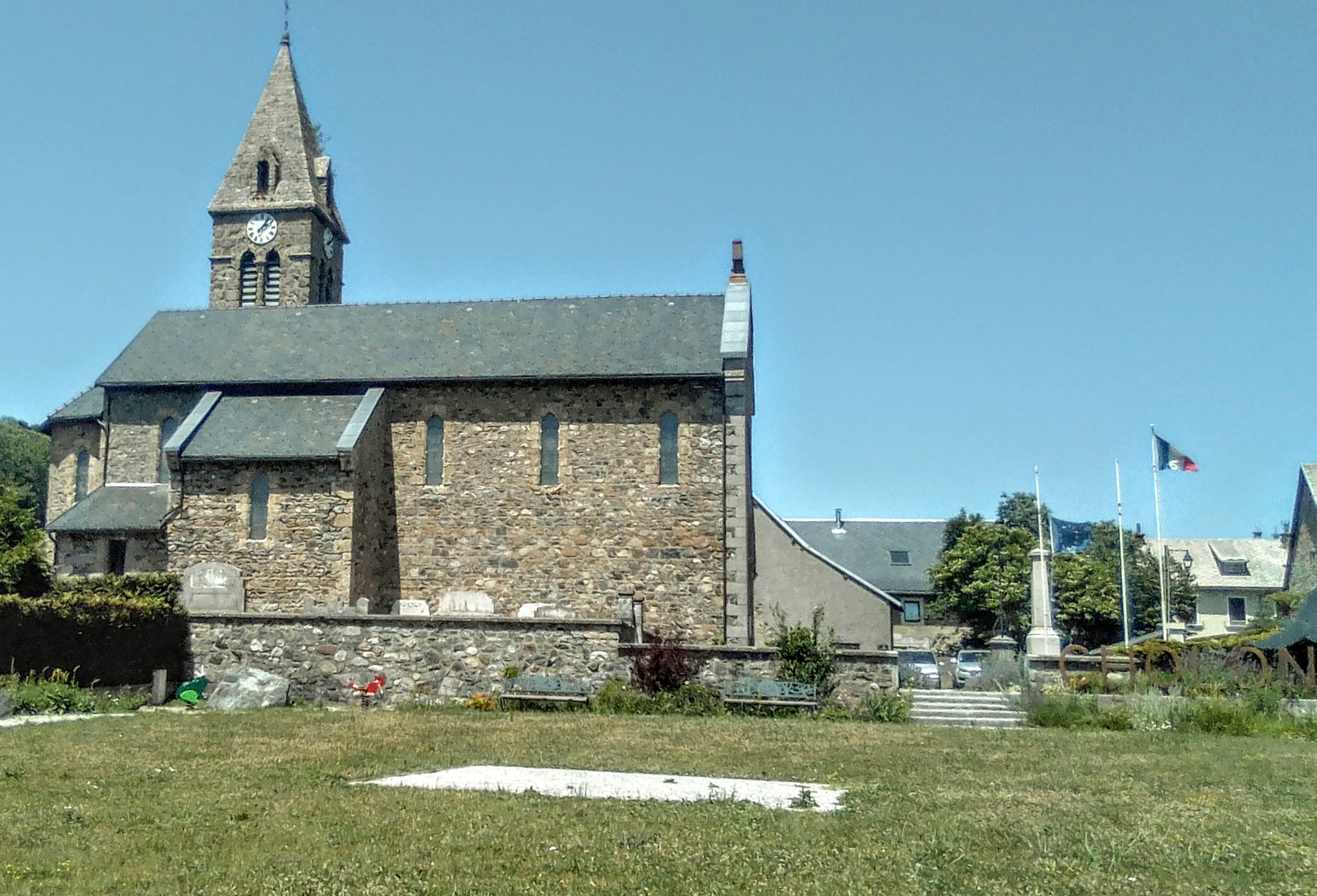
Église de Cholonge

- Église de l'Assomption-de-la-Sainte-Vierge de Cholonge
- Base nautique du lac de Laffrey
- Motte castrale de Pré-Châtel, du XIe siècle[20].
- Maison forte de Cholonge, du XIIe ou XIIIe siècle[20].

### Héraldique
|  | Cholonge possède des armoiries dont l'origine et le blasonnement exact ne sont pas disponibles. |